# Typographie
 (janvier 2024).

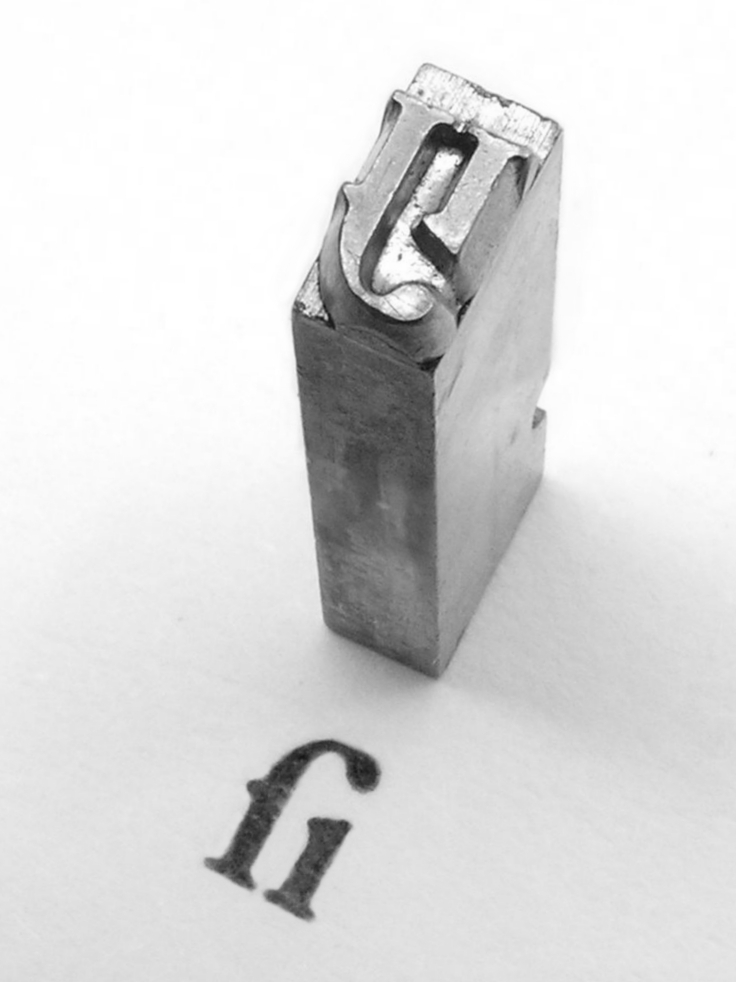
Caractère en plomb de la police Garamond en 12 points formant la ligature du ‹ ſ › (s long) et du ‹ i ›.

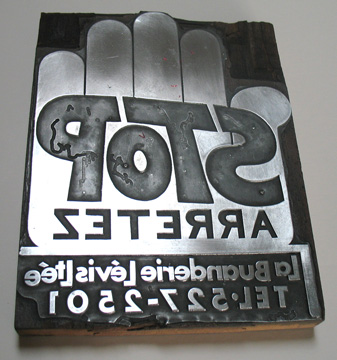
Cliché en magnésium monté sur bois des années 1970.

La typographie (souvent abrégée en « typo ») regroupe les différents procédés d’impression utilisant des caractères et des formes en relief. Le terme « typographie » peut aussi désigner l’art d’utiliser les différents types de caractères dans un but esthétique[réf. souhaitée] et pratique.

## Terme «typographie»

### Étymologie
Le mot typographie se compose de « type », qui signifie « empreinte », et de « graphie », qui signifie « écriture ».

### Acceptions
Le terme comporte différentes acceptions : « impression typographique » pour la technique d’impression, « dessin de caractères » ou « création de caractères » pour la création de polices d’écriture, « lettrage » pour le dessin manuel de caractères.

#### Technique d’imprimerie
À l’origine, la typographie est l’art d’assembler des caractères mobiles afin de créer des mots et des phrases, puis de les imprimer. Cette technique a été mise au point vers 1440.

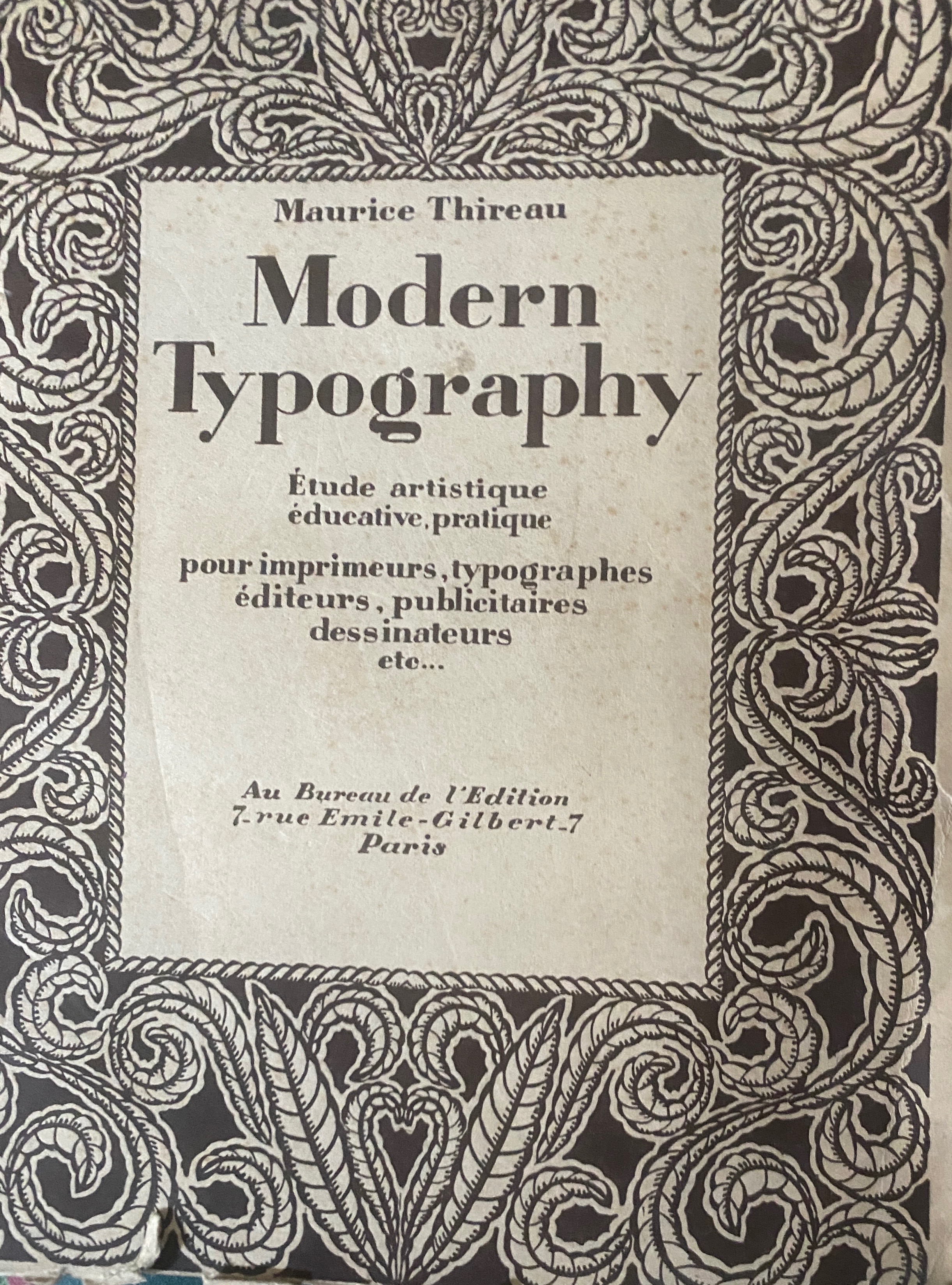
Un volume des années 1920.

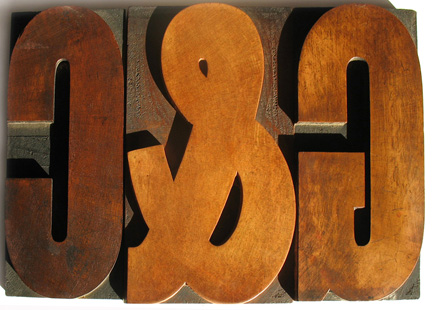
Grands caractères en bois.

Par extension, la typographie est la technique d’impression qui utilise le principe du relief. Il peut s’agir de caractères mobiles en plomb ou en bois, ou d'images en relief, d’abord gravées sur bois, puis reproduites par clichés en métal ou en photopolymère. Cette méthode a été la principale forme d’impression jusqu’au XXe siècle, époque à laquelle elle a été remplacée par l’offset, lui-même dérivé de la lithographie inventée au début du XIXe siècle.
L’impression typographique est encore employée pour des travaux artisanaux à tirage limité, ainsi que pour la découpe, l’embossage et l’estampage.
On appelait « prote » le chef d’un atelier de typographie. L'« ours » désignait le compagnon pressier, en raison de ses supposés mouvements lourds pour encrer les formes, tandis que le typographe, qui levait les lettres et les disposait sur son composteur, était appelé « singe ».

#### Art de dessiner et d’utiliser les caractères
En second lieu, la typographie est l’art et la manière de concevoir et d’utiliser les caractères, comprenant le choix de la police, de la fonte et de la mise en page, indépendamment de la technique de publication (impression, affichage à l’écran, etc.). Depuis le passage d’une technique réservée aux professionnels à une pratique généralisée accessible à tous les utilisateurs d’ordinateur, la typographie suscite de nombreux débats, notamment en raison de la multiplication constante des nouvelles polices.[réf. nécessaire]

Le terme de « typographe » désignait à la fois l’imprimeur et le créateur de caractères, car la même personne se chargeait de tout le travail. Lorsque l’activité de dessinateur de caractères est devenue un métier distinct, la majeure partie des créateurs a récusé l’appellation de « typographe »[réf. nécessaire].
Il convient de distinguer la typographie (lettres dont la forme est fixée définitivement, utilisées dans le cadre d’une technologie particulière — imprimerie, informatique), de la calligraphie (tracé manuel, au moyen d’un instrument d’écriture, d’une écriture cursive et selon un ductus précis) et du lettrage (tracé manuel, au moyen de tous instruments possibles, de toutes sortes de lettres).

## Histoire

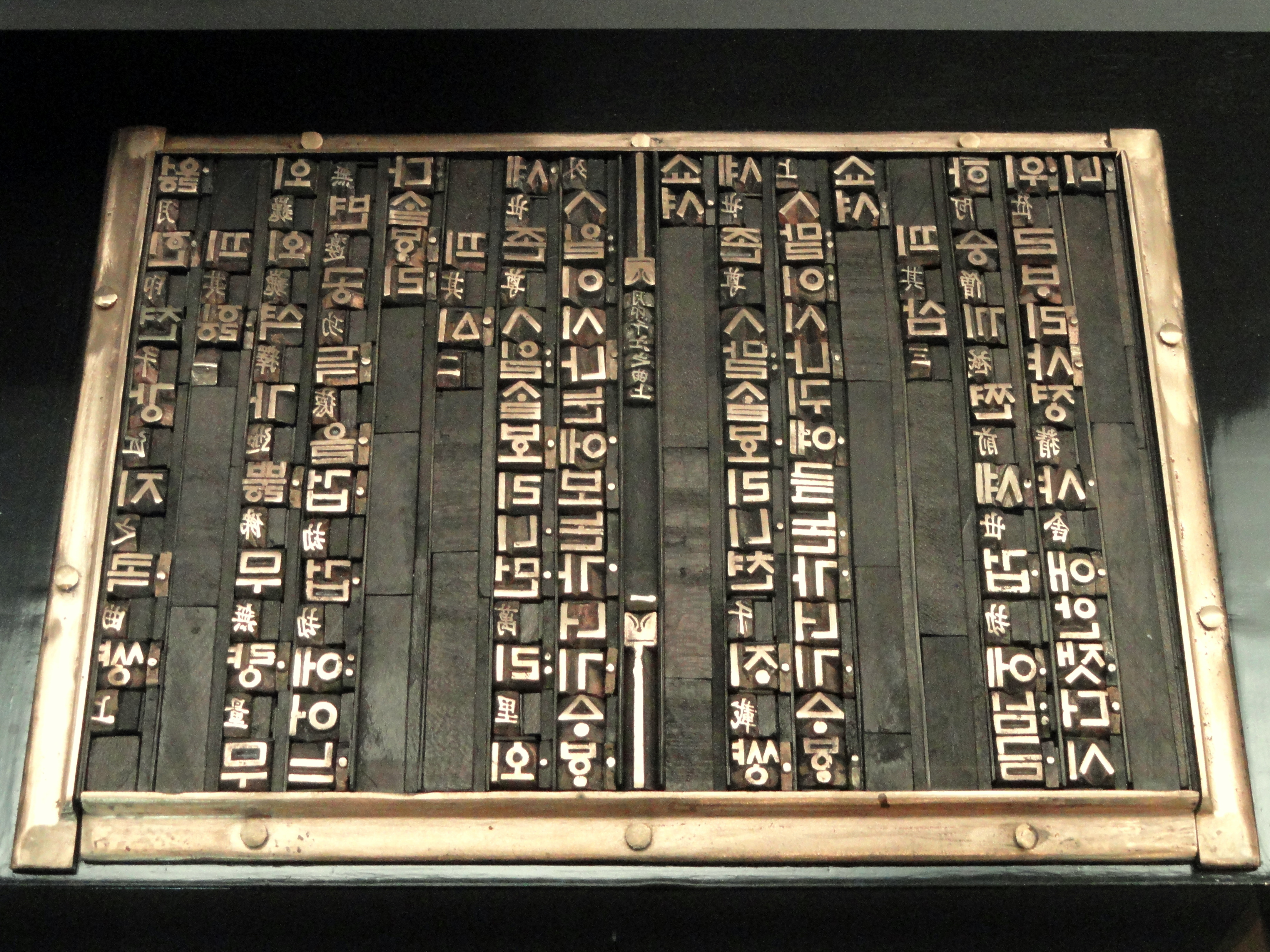
Caractères mobiles de Worin cheongangjigok, ouvrage coréen imprimé à partir de 1447.

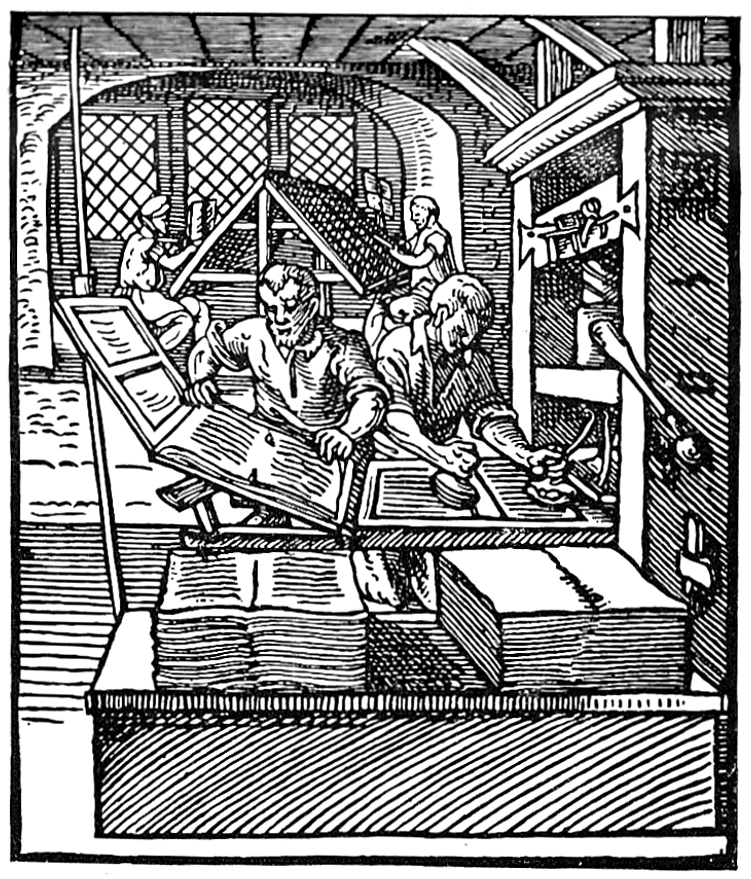
Atelier de typographie au XVIe siècle.

L’histoire de la typographie est étroitement liée à l’histoire et à l’évolution de l’imprimerie, avec laquelle elle se confond, depuis le VIe siècle avec son apparition en Chine, utilisée par les Arabes au Xe siècle, l’apport du papier par les Musulmans à Valence au XIe siècle, puis l’apparition des caractères mobiles en terre cuite au XIe siècle en Chine et en métal au XIIIe siècle en Corée. À partir de l’utilisation de ces techniques en Europe, avec Gutenberg et de ses suiveurs, l’évolution continue lentement dans sa version en caractères latins, sur des améliorations techniques, mais sans changement fondamental quant au principe. C’est à partir du XIXe siècle que l’évolution est rapide, avec le développement des journaux et de la lecture, grâce à l’instruction publique qui se généralise. Les machines produisent plus vite, la composition manuelle cède la place à la composition mécanisée. À la fin du XXe siècle, la typographie en tant que technique d’impression a définitivement perdu sa suprématie au profit de l’offset, mais la typographie comme création de dessin de caractères connaît un nouvel essor grâce aux techniques numériques.
Depuis les années 2010, la typographie retrouve un regain d’intérêt sous son nom anglais de letterpress, qui met en avant les défauts traditionnels maintenant appréciés pour leur effet vintage : le foulage, creusement du papier sous l’effet de la pression sur les caractères en relief, désormais appelé « débossage », peut être accentué par l’utilisation de papiers très bouffants et même être réalisé spécialement avec un cliché spécial[réf. souhaitée]. Le débossage implique qu’on n’imprime que le recto du papier, réservant de fait cette technique à des petits tirages et généralement de dimensions réduites. Le letterpress n’utilise plus les caractères en plomb traditionnels, qui nécessitaient le stockage d’un grand nombre de casses et le savoir-faire du typographe. Les documents sont réalisés par informatique et transformés en clichés en relief en photopolymère. Les machines utilisées pour l’impression sont des presses typographiques anciennes, souvent des presses à platine, et l’impression souvent réalisée en trichromie (cyan, magenta, jaune), bien que toutes les couleurs indépendantes soient possibles.

## Caractères
Les premiers caractères mobiles utilisés en Corée et en Chine étaient fabriqués en terre cuite, céramique, parfois en bois, enfin en cuivre, l’impression étant toujours réalisée à la main avec un tampon, tel le baren japonais, ou frotton, sans utiliser de presse. En Europe, on utilisa le bois pour graver des pages entières de texte (xylographies). C’est Gutenberg et ses associés qui mirent au point les caractères mobiles fondus avec un alliage de plomb (80 %), d’antimoine (5 %) et d’étain (15 %) — dans des moules à main spécialement conçus à cet effet —, l’encre grasse et la presse, le tout constituant un ensemble cohérent qui connut peu de variations.
Les caractères typographiques sont réunis en catégories, selon diverses classifications — à empattements (comme le Times New Roman), sans empattements (comme l’Helvetica), fantaisie, etc. —, en familles de caractères (garalde, humane, mécane, etc.), en polices (Helvetica, Caslon, Times New Roman, Arial), corps et graisses (gras, italique, etc.). Depuis l’ère de l’informatique, ce sont des polices numériques.
Parmi les créateurs de caractères célèbres, on compte :
- XVIe siècle :
  - Geoffroy Tory, auteur de Champ fleury,
  - Claude Garamont (Garamond),
  - Robert Granjon (caractères de civilité) ;
- XVIIe siècle :
  - la famille Elzevier,
  - Jacques Jaugeon ;
- XVIIIe siècle :
  - John Baskerville,
  - Giambattista Bodoni,
  - Firmin Didot ;
- XXe siècle :
  - Roger Excoffon (Mistral),
  - Adrian Frutiger (Frutiger, Univers),
  - Herb Lubalin (ITC Avant Garde),
  - Max Miedinger (Helvetica), Stanley Morison (Times New Roman),
  - Aldo Novarese (Eurostile, Elite),
  - Hermann Zapf (Palatino, Optima, ITC Zapf Dingbats).

### Taille du caractère typographique
À l’origine, les différentes tailles de caractères étaient désignées, de manière approximative, par des appellations diverses. En France : Parisienne (équivalent à un corps 5 actuel), Nompareille (6), Mignonne (7), Petit-texte (8), Gaillarde (9), Petit-romain (10), Philosophie (11), Cicéro (12), Saint-Augustin (14), Gros-texte (16), Gros-romain (18), Petit-parangon (20), Gros-parangon (22), Palestine (24), Petit-canon (28), Trismégiste (36), Gros-canon (44), Double-canon (56), Triple-canon (72), Grosse-nompareille (96).
Le besoin d’une standardisation se faisant sentir, il y eut plusieurs tentatives de « point typographique » : par Truchet, Fournier, et enfin Didot, qui finit par s’imposer. En France, l’unité est donc le point (0,376 mm, soit deux points « géométriques ») qui se convertit en « cicéros » (ou « douze », abrégé en « dz », parce qu’il vaut douze points). Le cicéro a été utilisé pour toutes les mesures tant qu’a duré l’impression en typographie, notamment dans la presse quotidienne. Toute composition, longueur, largeur, est un multiple de points. Par exemple, 20 cicéros valent 240 points, soit approximativement 9 cm.
Dans le domaine anglo-saxon, on emploie le point pica (environ 0,353 mm). On retrouve encore ces points actuellement pour donner la dimension d’un caractère d’ordinateur. On dira alors du Times corps 24 (points).

## Composition

### Composition manuelle

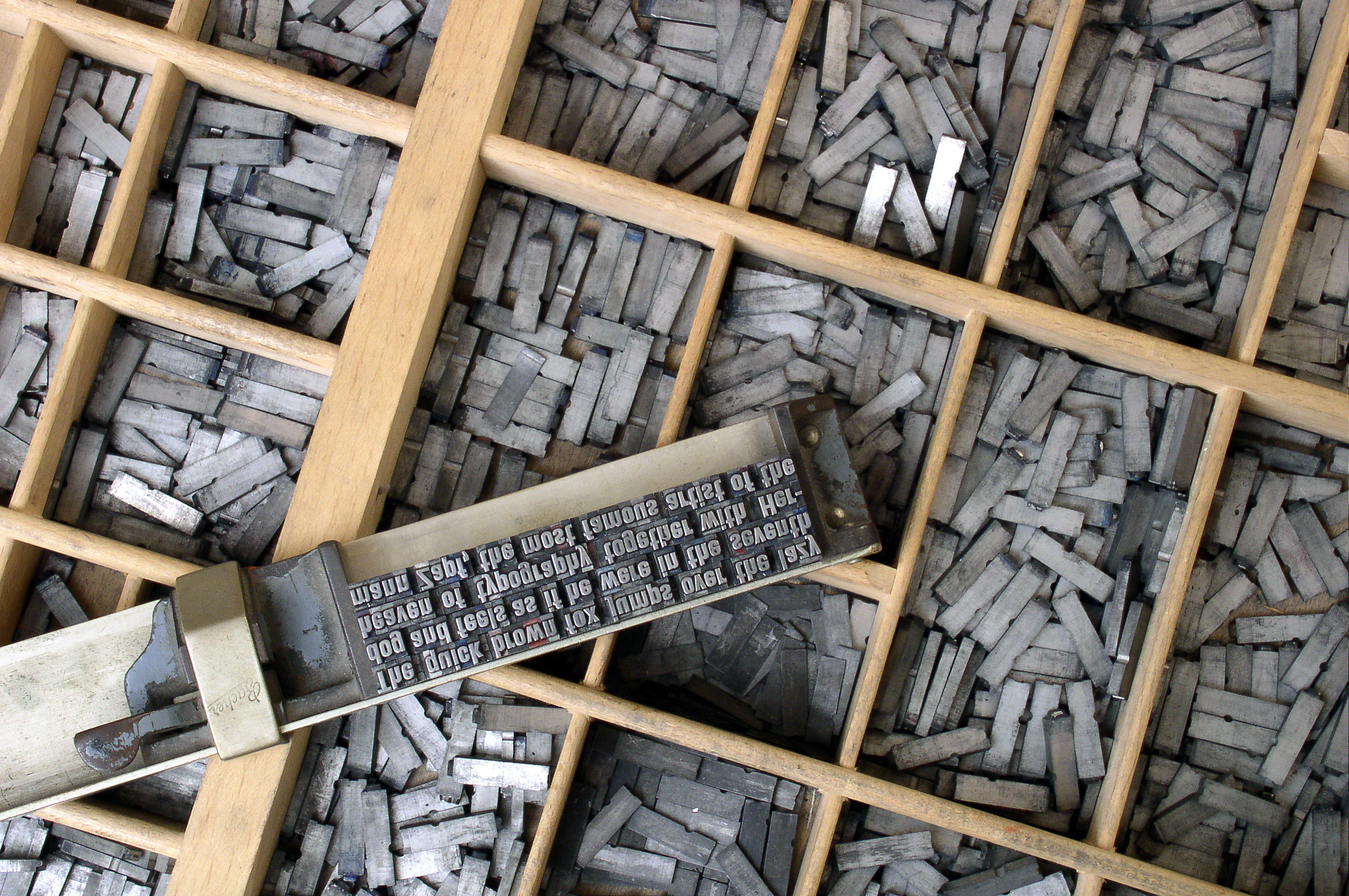
Composteur et casse. Remarquez la lecture qui s’effectue à l’envers, mais toujours de gauche à droite.

Le typographe se sert d’un composteur sur lequel il aligne les caractères, gravés à l’envers, de gauche à droite, sens naturel de lecture, piochés dans une boîte en bois appelée casse. Les caractères du haut de la casse sont appelés les capitales (majuscules), parfois haut de casse, et ceux du bas les bas de casse ou minuscules. Le composteur permet d’assurer la justification de la ligne, c’est-à-dire sa longueur. Entre deux mots, on insère une espace et on complète en insérant dans certains cas des espaces fines entre les lettres afin d’en parfaire la justification. Une fois les lignes composées, on les place sur une galée, maintenue en biais. Ces lignes sont attachées avec plusieurs tours de ficelle afin de rendre solidaire l’ensemble et le manipuler plus facilement. Ce bloc de lignes appelé composition est calé dans un châssis en fonte à l’aide de coins en bois dans un premier temps, et par la suite avec des noix de serrage. Ensuite, le typographe peut insérer près du texte des filets, des espaces vides, des ornements typographiques ou des clichés provenant de la photogravure. Le châssis est ensuite fixé sur une presse typographique.
Des ateliers de typographie permettent encore de réaliser certains travaux en petite quantité (cartes de visite, papier à lettres, faire-part) à moindre coût ainsi que la découpe, le rainage, la dorure et l’embossage.

### Composition automatisée
La typographie a été ensuite automatisée avec la Linotype, puis la Monotype, semi-automatisée avec la Ludlow Typograph qui permettaient de fondre directement les lettres ou des lignes composées d’un seul tenant.
Dans ce mode de composition, ce sont des moules en creux correspondant à chaque caractère qui sont assemblés automatiquement (par la frappe sur un clavier comme sur une machine à écrire), puis du plomb typographique est coulé dessus dans un moule, formant un bloc d'une ligne entière de caractères (linotype) ou des caractères séparés (monotype).

## La typographie au-delà de la typographie
L’apparition en 1949 de la Lumitype, première photocomposeuse véritablement efficace, va permettre d’employer massivement l’offset et donc d’amorcer le déclin de la typographie en tant que technique d’impression, en même temps que va s’étendre le choix des polices de caractères disponibles.

### Photocomposition
La Lumitype difficilement mise au point dans l’immédiat après-guerre par les Français Louis Moyroud et René Higonnet, mais aux États-Unis, est à l’avant-garde des nouvelles machines à composer qui n’utilisent plus le plomb, mais des procédés photographiques : la photocomposition prend définitivement la relève de la composition au plomb dans les années 1960-1970. Parmi les grands noms de fabricants de machine de photocomposition, on peut citer Compugraphic avec ses systèmes MDT, MCS avec un écran d'aperçu de mise en page appelé PowerView, Integrator ; Linotype avec son Linotron 202 ; Berthold et son système à miroirs gravés, insolant les caractères en offrant ainsi une image photographique sans effets d'escaliers ; Cerci…[réf. souhaitée]

### Infographie
Aujourd’hui, l’infographe pratique, à l’aide des ordinateurs et des imprimantes, un métier semblable à la typographie. Le graphiste utilise dans ses créations les caractères typographiques qui peuvent alors être soit strictement utilitaires tout en privilégiant la lisibilité et l’équilibre, soit former une typographie expressive avec infiniment plus de possibilités que par le passé.
Certains s’en sont fait une spécialité, comme Pierre Faucheux ou Robert Massin dans le domaine de l’édition française. Le graphiste britannique Neville Brody utilise la typographie à partir de la fin des années 1980 d’une manière originale dans toute son œuvre (affiches, maquettes de magazines, etc.) et a produit un grand nombre de caractères édités par FontShop, eux-mêmes largement utilisés par les générations suivantes de graphistes. Malte Martin fait la communication visuelle du Théâtre de l’Athénée-Louis-Jouvet en utilisant la typographie comme élément visuel principal[Pas dans la source]. Pierre di Sciullo travaille sur l’utilisation des caractères typographiques dans l’espace urbain, et Philippe Apeloig utilise la typographie dans des affiches du Théâtre du Châtelet.

## Code typographique
En France, la typographie est encadrée par des règles regroupées dans le Lexique des règles typographiques en usage à l’Imprimerie nationale, édité par l’Imprimerie nationale, ou le Code typographique, édité par la Chambre typographique, réactualisé chaque année[réf. nécessaire]. D’une manière similaire, les typographes suisses romands utilisent le Guide du typographe. En Belgique, c’est le Bureau de normalisation qui détient les documents officiels. Ces différents codes sont parfois contradictoires.
Un code typographique s’applique indifféremment aux compositions, que leur format soit mécanique (typographie) ou informatique (PAO, traitement de texte).

### Exemples des pratiques en typographie française

#### Abréviation
- Si les dernières lettres du mot abrégé sont omises, alors on termine le mot par un point. Exemple : on abrège monsieur par M. et non Mr ni Mr., qui sont l’abréviation de l’anglais mister ; on écrit en revanche Dr et Mgr (monseigneur) parce que dans leur cas ce r final se prononce.
- L’abréviation de messieurs est MM., madame s’abrège Mme et mademoiselle en Mlle, alors que Me renvoie à maître.
- Si la ou les dernières lettres d’un mot sont présentes dans son abréviation, alors celle-ci ne comportera pas de point à la fin. Exemples : Bd pour boulevard. En revanche, un point est requis lorsque l’on abrège un mot sans utiliser la lettre finale. Exemples : Av. pour avenue, App. pour appartement, Terr. pour terrain.
- Cependant, dans un texte encyclopédique, il est d’usage d’éviter les abréviations. On écrira alors : «  Le docteur Folamour a reçu monseigneur Don Camillo. »

#### Capitale
Le code spécifie aussi des règles concernant l’usage des capitales et des minuscules. Ces règles diffèrent d’un pays à l’autre. Les usages des pays anglophones demandent de capitaliser les mots non triviaux des titres (exemple: The Art of Computer Programming), ce qui est considéré comme inacceptable en français (L’Art de la programmation). On ne décapitalise ni les noms propres, ni les substantifs allemands cités comme tels, même dans les titres.
Contrairement à l’usage anglophone, on ne capitalise ni les noms de mois (janvier, février…) ni les noms de jours (lundi, mardi…), à moins que cela ne fasse référence à des événements historiques (Rue du 8-Mai-1945).

#### Trait d’union
En général, les noms de voies et des communes sont considérés comme un tout, munis de traits d’union et capitalisés. Ainsi, il faut écrire : «  rue Vieille-du-Temple », « Saint-Germain-en-Laye », etc. Il y a cependant des différences d’usage selon le pays.
En France, pour les noms de rue et de communes sur les enveloppes de courrier, La Poste recommande de ne pas utiliser le trait d’union, car les machines de tri automatique ne le reconnaissent pas : l’enveloppe est alors sortie pour être triée à la main, et le courrier arrivera donc plus tard.

#### Accents
L’imprimeur Geoffroy Tory propose pour la première fois en 1529, dans son traité de typographie Champ fleury, des caractères d’imprimerie propres à la transcription du français, notamment les accents graves, aigus, les cédilles ou les trémas. Dès le milieu du XVIe siècle, on commence à les rencontrer fréquemment, comme l'atteste, en 1549, le Dictionnaire français-latin de Robert Estienne, qui les dénomme pour la première fois.

#### Capitale accentuée

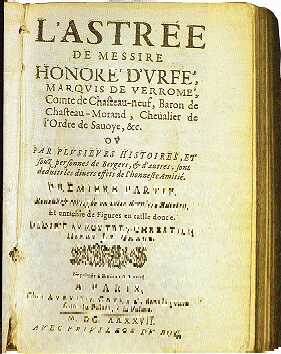
Page de titre d'une édition du XVIIe siècle de L’Astrée comprenant plusieurs E accent aigu en capitales. Dans « Honoré d’Urfé, marquis de Verromé », chacun est représenté par deux caractères.

Le code rappelle que le français est une langue accentuée et que la « tolérance », à l’époque des machines à écrire à rouleau, de ne pas accentuer les capitales, n’a aucune raison de s’étendre à la typographie : en français, les capitales doivent être accentuées lorsque la police dispose du caractère approprié. La plupart des polices utilisées en informatique comportent de tels accents, les fontes typographiques également.
Historiquement, les capitales ont toujours été accentuées, au moins pour les accents les plus courants (aigu, grave, circonflexe). De l’écriture manuscrite, certains usages peuvent se perpétuer, comme celui de ne pas accentuer les majuscules (initiale d’un mot) : usage qui s’est maintenu dans le code typographique romand. Leur non-usage tenait souvent aux problèmes techniques : l’accent venant au-dessus de la lettre, le talus supérieur était souvent insuffisant et il fallait ajouter un crénage, partie saillante susceptible de se casser. Les lettres crénées étant fragiles et plus chères, beaucoup d’imprimeurs étaient réticents à l’usage de capitales accentuées, ce qui a pu concourir à l’opinion selon laquelle on n’accentue pas les capitales. Aux XVIIe et XVIIIe siècles, l’accent (souvent une apostrophe) était parfois placé après la lettre à accentuer, ou certains fondeurs choisissaient cette option en créant ainsi la lettre accentuée. Les typographes pouvaient ensuite faire intervenir leur ingéniosité personnelle, par exemple en parangonnant une virgule au-dessus de la lettre. À partir du XVIIIe siècle, l’usage des capitales accentuées se régularise.

#### Ponctuation
Les typographes ont trois objectifs permanents : l’homogénéité, la lisibilité et la cohérence. Ces objectifs sont parfois en conflit entre eux et font l’objet de discussions régulières. Un point sur lequel les avis des typographes restent réservés en dépit des spécifications du Code est la gestion de la ponctuation finale d’une citation entre guillemets quand celle-ci arrive en fin de phrase.
La première forme de ponctuation :
- Il décida : «  La question ne sera pas posée. ». On passa à la suite.

serait en effet particulièrement illisible. Pour autant, l’habitude imposée par les logiciels typographiques anglo-saxons de ramener la totalité de la ponctuation finale à l’intérieur des guillemets n’a pas un effet beaucoup plus heureux sur la lisibilité.
En effet, la deuxième forme de ponctuation :
- Il décida : «  La question ne sera pas posée. » On passa à la suite.

donne l’impression que la fermeture des guillemets se trouve dans la phrase suivante.
La virgule a une importance comme le montre cette phrase célèbre de la bataille de Fontenoy, où le sens diffère selon le positionnement de la/des virgule(s) :
- «  Messieurs les Anglais, tirez les premiers ! » (Les Anglais sont invités à tirer) ;
- «  Messieurs, les Anglais, tirez les premiers ! » (Il faut tirer pour se protéger de l’adversaire).

### Informatique
Dans les années 1980, l’arrivée de la micro-informatique et des logiciels de publication assistée par ordinateur (PAO) a fortement démocratisé l’accès de la création de documents vers des intervenants venus d’autres horizons que la typographie. Le faible coût de l’équipement et le gain de temps engendré ont provoqué des perturbations économiques importantes dans le monde de la photocomposition. Le marché a pendant quelque temps changé de mains, et la qualité typographique des documents produits s’en est alors ressentie. Le calme est revenu au milieu de la décennie 1990 : les petites sociétés de PAO soit avaient fini par maîtriser les techniques de la profession, soit avaient fait faillite, soit s’étaient associées avec « ou avaient été rachetées par » des typographes de métier[réf. incomplète].